# 南東ペンシルベニア交通局9000形電車
9000形は、アメリカ合衆国・ペンシルベニア州フィラデルフィアなどで公共交通機関を運営する南東ペンシルベニア交通局が1980年から導入した、市内系統向け路面電車車両。製造は日本の川崎重工業が手掛けており、同社初のアメリカ向け鉄道車両となった。この項目では、郊外系統向け車両として同時に製造された100形についても解説する。

## 導入までの経緯
公営化による南東ペンシルベニア交通局（SEPTA）成立以前の私鉄時代から、フィラデルフィアの路面電車網には高性能路面電車のPCCカーが長期に渡って導入されていた他、郊外路線では1940年に製造されたブリルが製造した類似車両であるブリルライナーも活躍していた。また公営化後の1975年には車庫の火災で60両のPCCカーが焼失する事態が起き、トロント市電からの緊急譲渡も行われた。だが1970年代以降は老朽化による故障が相次ぎ、SEPTAは置き換え用として新型車両導入の検討を始めた。候補としてアメリカ国内で開発されたアメリカ標準型路面電車（USSLRV）も挙げられたが、導入したボストンやサンフランシスコで不具合が頻発した事を受けて却下され、最終的に1979年3月に日本の川崎重工業が受注を獲得した。そして翌1980年に試作車が完成したのが、市内系統向けの9000形と郊外系統向けの100形である。

## 概要

### 構造
市内系統向けの9000形と郊外系統向けの100形は下記の通り使用路線の条件が異なるため車体構造や台車、集電装置などに差異が存在するが、機器を始め出来るだけ共通化を図っている。両形式とも1両での運転が可能で、総括制御装置を用いた編成を組む事も出来る。設計はSEPTAからの要望に基づき、車内レイアウトや運転装置は従来のPCCカーやブリルライナー等を基礎としながらも、省エネルギーの実現を始めとした新技術を多数導入しており、バイ・アメリカン法に基づき多数の部品にアメリカ企業製のものを使用している他、最終組み立てもアメリカ国内で実施している。

### 車体・車内
車体を形作る構体は耐候性高張力鋼製で、枕枠以外の台枠や乗降扉付近については冬季に融雪剤が撒かれる事から腐食を防ぐためステンレス鋼で作られている。車幅は従来の車両よりも広い2,592 mm（9000形）、2,962 mm（100形）となった一方、車端部は急曲線が多い路線条件に対応するため前方に向けて狭まった構造になっており、妻面の幅は1,722 mmとなっている。設計においては有限要素法による強度解析や強度試験により、軽量化や安全性の向上、メンテナンスの容易さへの考慮が図られている。
内装は日本のヤシロコンポジットが手掛けており、9000形の座席はFRP製である一方、郊外向けの100形はネオブレンゴムクッションを用いた上張り座席となっている。床や側面、天井部には高密度のグラスウールが使用されている他、窓ガラスに厚さ12.7 mmのポリカーボネート板を使用する事で、車内の防音や断熱性の向上が図られている。車内には冷暖房双方に対応した空調が完備されているが、使用不可能となった場合に備え、窓ガラスの上部のみ内開き可能な設計となっている。
1990年の障害を持つアメリカ人法制定前に製造されたため床上高さは914 mmと高く、低床式のプラットホームから乗降する際にはステップを介する。また車内には車椅子リフトが搭載されていないため、車椅子を用いる客は乗降の際は駅に置かれたスロープを用いる必要がある。乗降扉は空気式の内開き折り戸が用いられ、異物が挟まった場合自動的に開く再度開閉機能が備わっている。
運転室での速度制御はPCCカーと同様に足踏みペダル式を導入し、力行と制動、デッドマン装置の役割を持つペダルが運転台下部の足元に設置されている。運転台には速度計や空気圧縮計に加えて各種トグルスイッチや機器の状態を示す表示灯が備わっている。

### 台車・機器
台車は中空軸を用いたボギー台車で、軸ばねにはシェブロンゴムが、枕ばねには空気ばねが使われており、そのうち空気ばねにかかる圧力は応荷重装置によって検知される。台車枠は状態の悪い軌道上でも車輪が追随し安定した走行が可能となるよう捻じれやすい構造となっている。車輪は形式によって異なり、市内系統向けの9000形はPCCカーと同様の弾性車輪である一方、高速運転を行う郊外系統の100形は一体圧延車輪を用いる。両形式とも2基の電動機が設置されている他、制動装置としてディスクブレーキや電磁吸着ブレーキ（非常用）が備わっている。
電動機は直流直巻電動機（61 kw、300 V、230 A、2,000 rpm）で、2相2重式電機子チョッパ制御方式によって制御される。走行時は足踏みペダルの踏角度によって生じる交流電流をアナログ制御し、マイクロプロセッサを用いて主回路を連続かつスムーズに制御する。制動装置は回生ブレーキの他、使用不能時に備えて電気ブレーキも使用可能である。また、補助電源装置として交流発電機（AC230 V、3相40kVA）も搭載されており、低圧電源装置を介した電流は照明や蓄電池の充電、照明、案内放送用の電源に用いられる。
屋根上には集電装置や各種抵抗器に加えて車内温度を18℃から24.5℃の間に保つ空調ユニットが搭載されており、夏季は天井ダクトを通して冷風が車内に送られる一方、冬季は空調ユニットのヒーターや床上型ファン付きヒーターによる暖房が行われ、ヒーターから生じた熱は乗降口ステップの融雪にも用いられる。

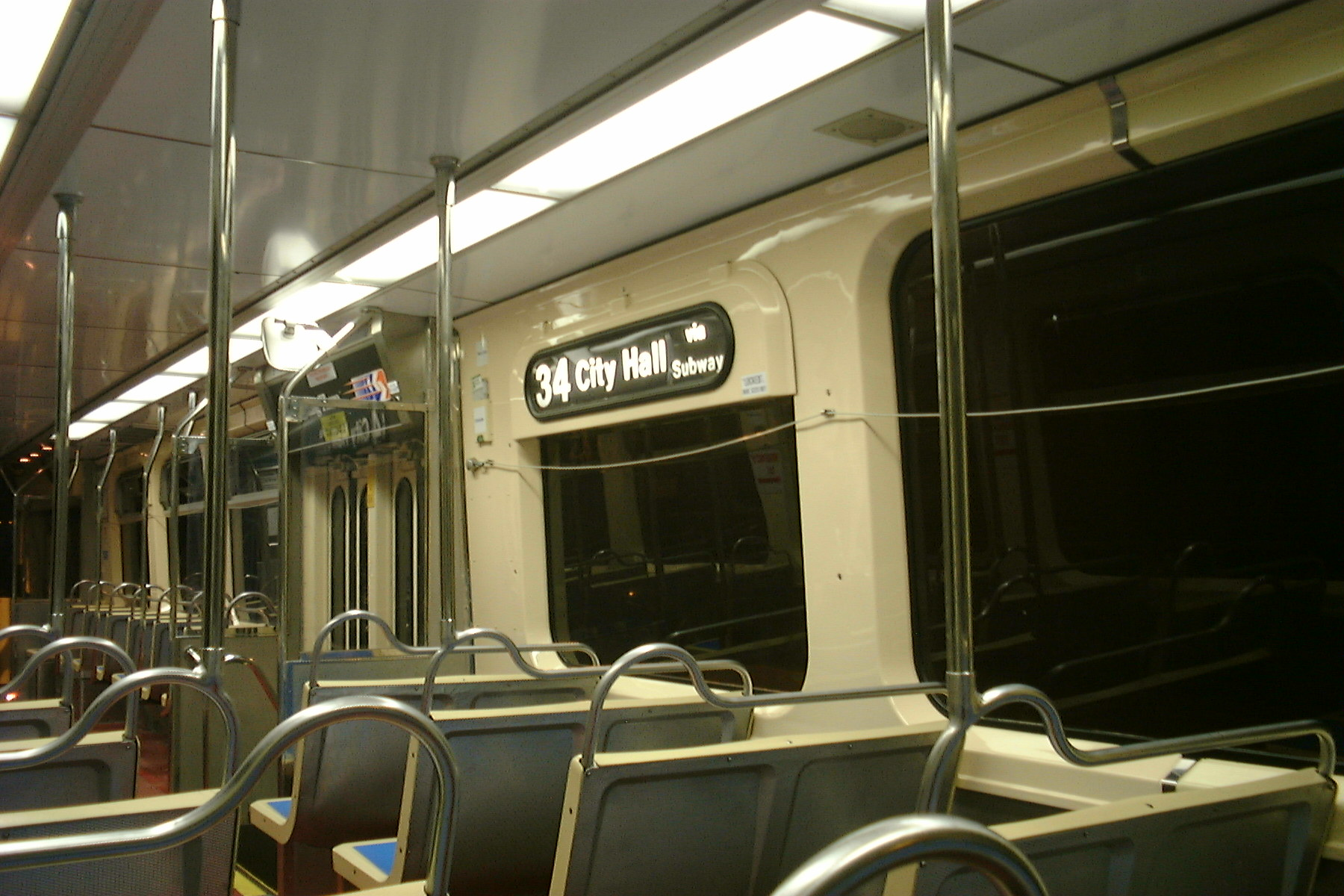
車内（9000形）
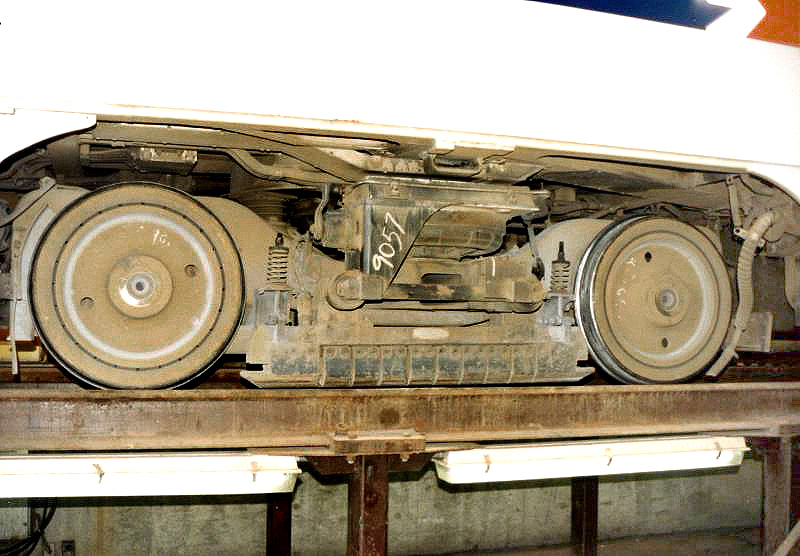
台車（9000形）

### 9000形・100形の差異

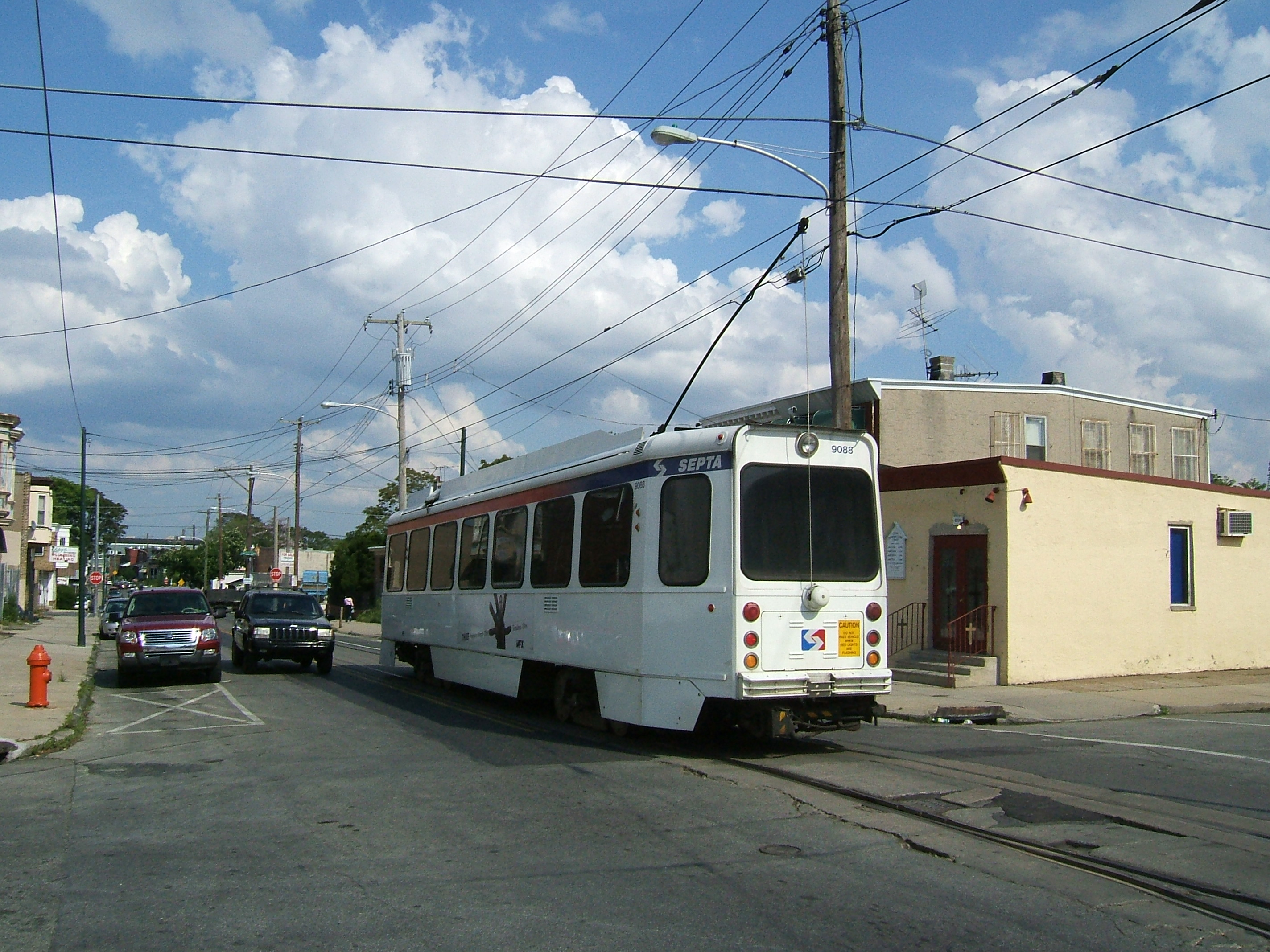
9000形の後方には運転台がない

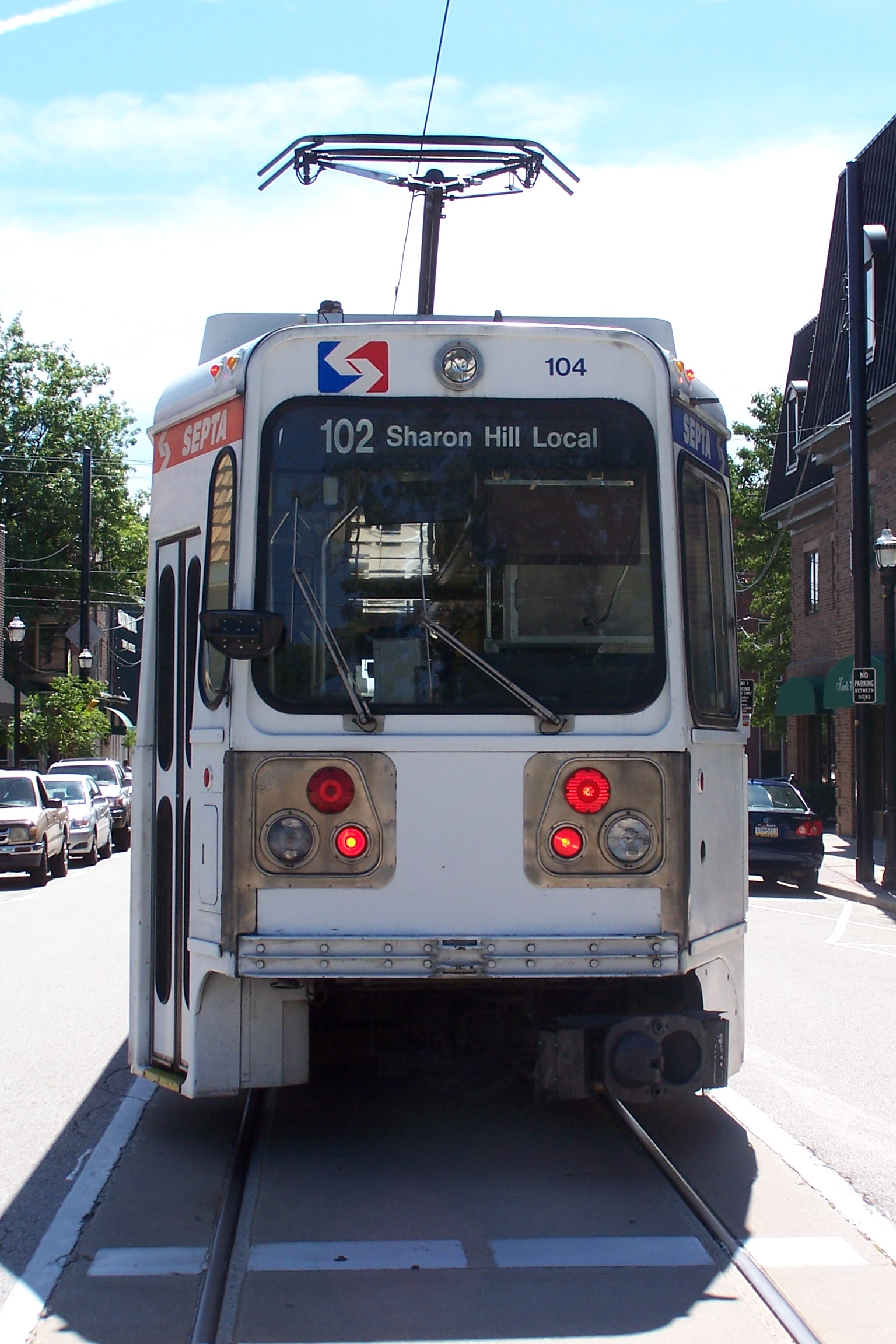
100形の前面

市内系統向けの9000形と郊外系統向けの100形には、車体寸法や最高速度、重量以外にも車体や台車などに以下の差異が存在する。
|              | 9000形                    | 100形                                       |
| ------------ | ------------------------- | ------------------------------------------- |
| 運転台       | 片運転台                  | 両運転台                                    |
| 乗降扉       | 車体右側 2箇所(前・中)    | 車体両側 2箇所(前・後)                      |
| 集電装置     | ポール                    | シングルアーム式パンタグラフ                |
| 座席配置     | クロスシート              | クロスシート ロングシート(乗降扉付近)       |
| 連結器       | 自動連結器 (電空連結器付) | 密着自動連結器 (非常緩衝装置、電空連結器付) |
| 運転台側尾灯 | 2個                       | 4個                                         |
| 車輪         | 弾性車輪                  | 一体圧延車輪                                |

## 運用
1980年に完成した試作車は6月からSEPTAの路線で試運転が行われたが、設計の際に参考とされたSEPTA側の車両限界や信号システムに関する図面が古く、結果プラットホームの端への接触や信号トラブルが多発した。これに関してはSEPTA側が川崎重工業製の車両に合わせて施設を改良する形で対応した。以降は1981年までに試作車を含めた契約分の141両が納入され、翌1982年には全車が営業運転に就いた。車両の最終組み立てはUSSLRVを手掛けていたボーイング・バートルの工場が使われた。これらの実績は、後にニューヨーク地下鉄向けの電車を長年に渡って多数受注する原動力となった。
2018年の時点で、9000形（112両、9000 - 9111）は市内系統の10・11・13・34・36系統に、100形（29両、100 - 128）は郊外系統の101・102系統に使用されている。
9000形および100形の導入に伴いSEPTAが所有していたブリルライナーの全車およびPCCカーの大半が置き換えられ、解体や保存、他都市への譲渡が実施された一方、一部のPCCカーはその後も残存し、冷房装置の搭載や車椅子用リフトの設置などの近代化工事が施工された"PCC II"として、動態保存系統である15系統（Route 15）で使用されている。

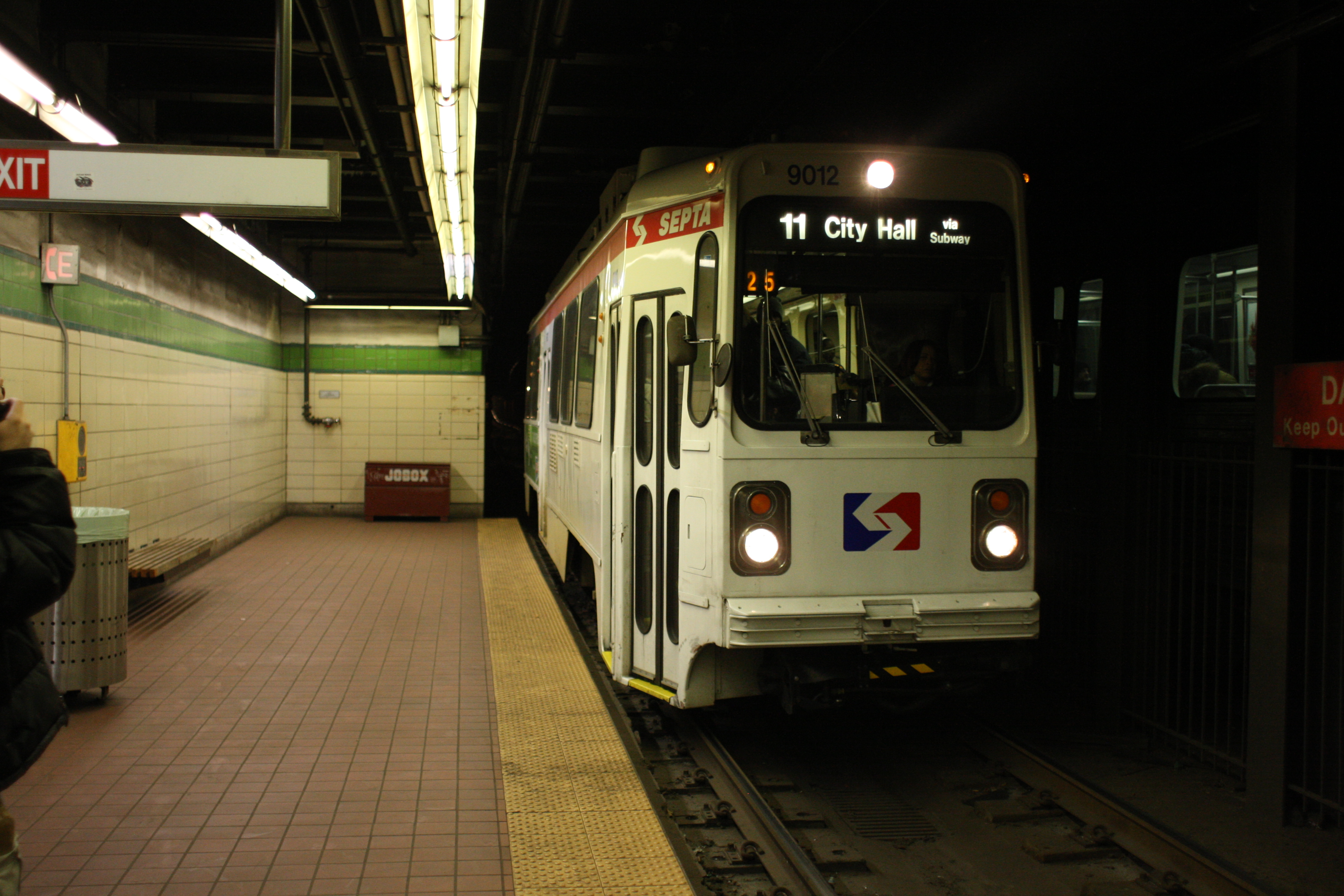
都心部の地下区間に乗り入れる9000形（2007年撮影）
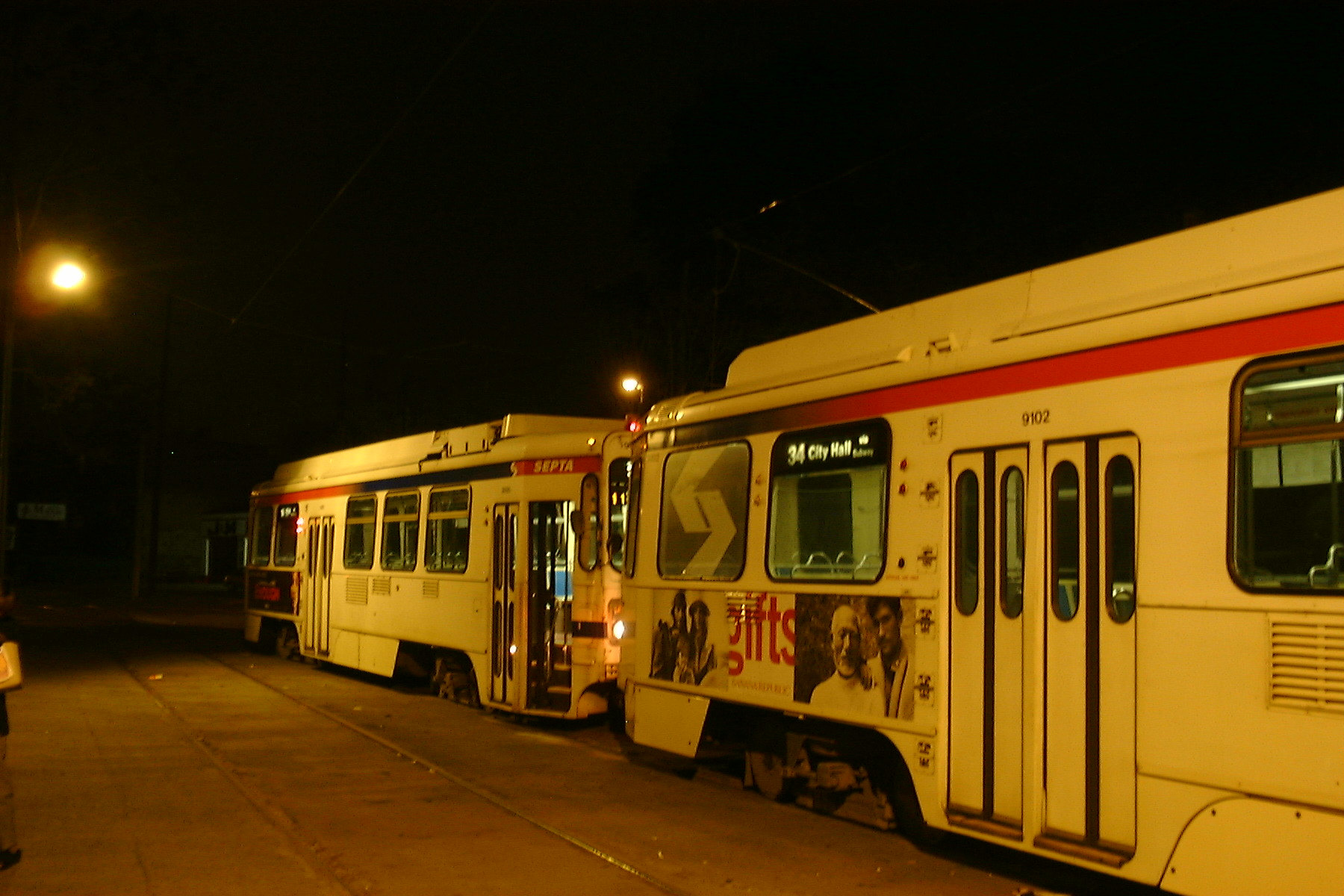
連結運転を行う9000形（2002年撮影）
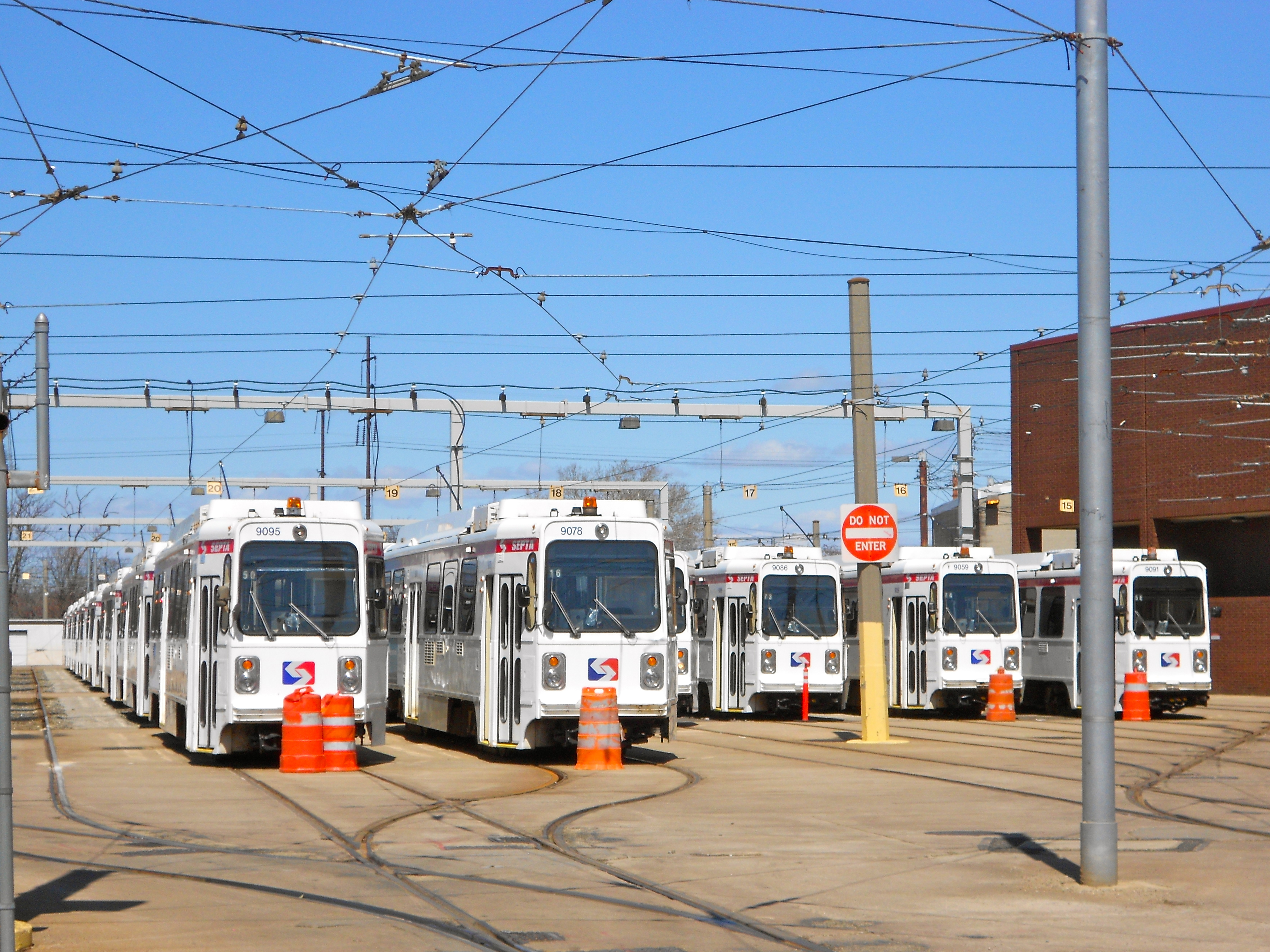
エルムウッド車庫（Elmwood Depot）に並ぶ9000形（2015年撮影）
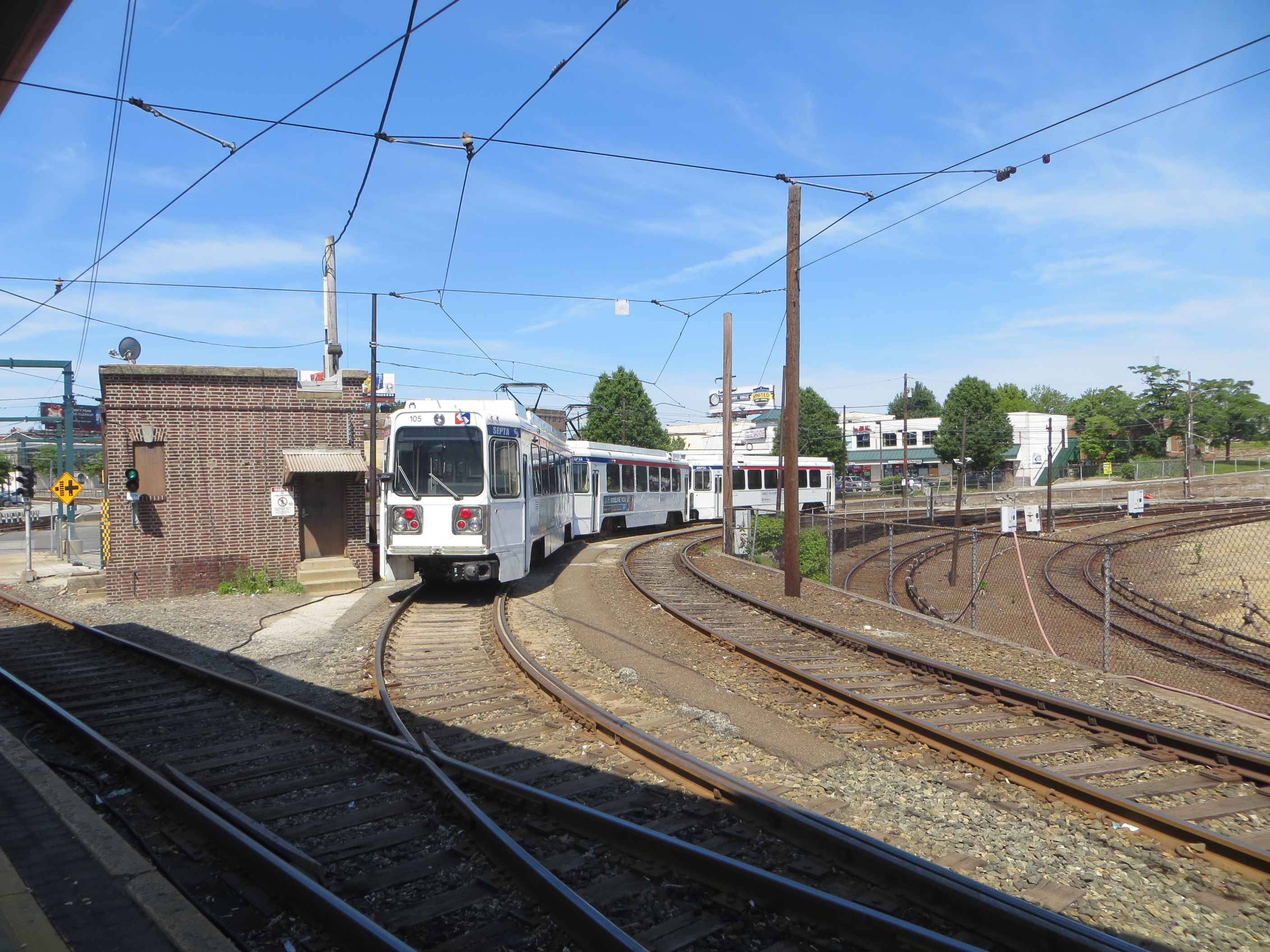
3両編成を組む100形（2014年撮影）
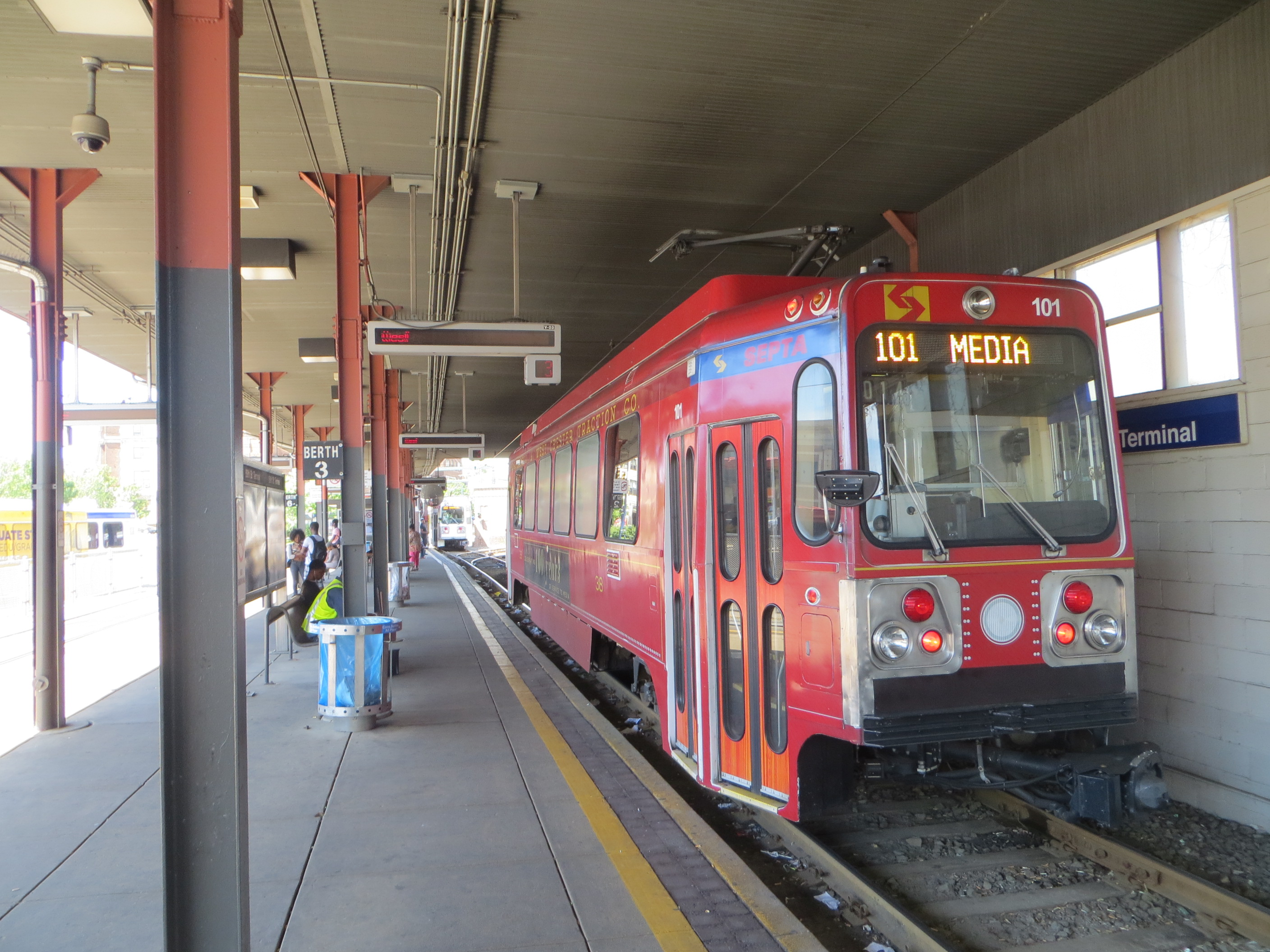
ラッピング塗装が施された100形（101、2014年撮影）

## 今後の予定
SEPTAは2027年度まで行われる長期計画としてバスや鉄道など公共交通網の近代化を発表しているが、その一環として路面電車路線の施設更新が計画されており、2019年の時点で製造から35年以上が経過しバリアフリーの面でも難がある9000形・100形についてもアルストムが展開する超低床電車「シタディス」によって置き換えられる予定となっている。

## 関連項目

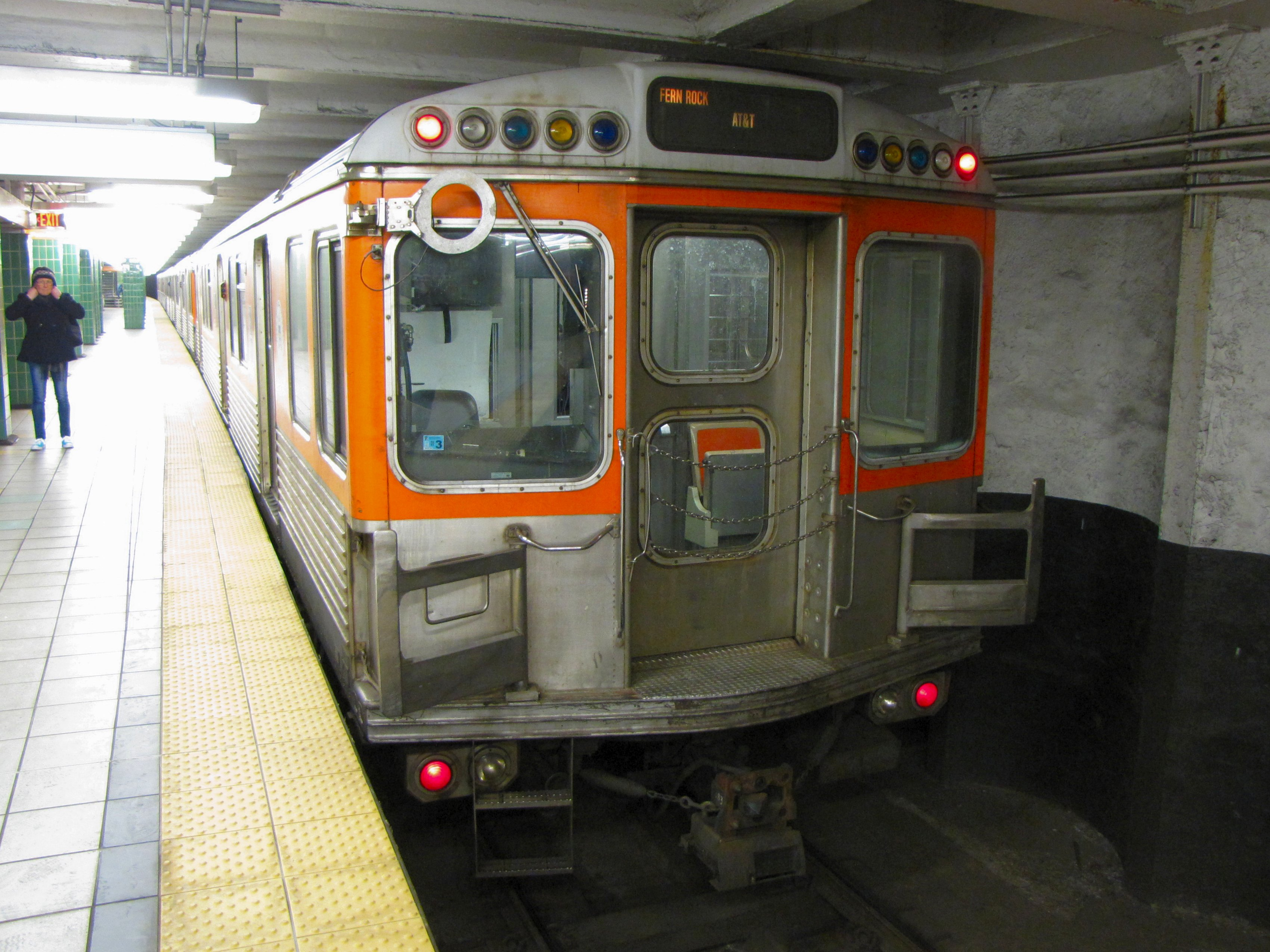
B-4形